# If Leaving Me Is Easy
If Leaving Me Is Easy – ballada pop-rockowa Phila Collinsa wydana na singlu, który promował jego pierwszy solowy album Face Value. Jedna z dwóch piosenek, w których Collinsowi akompaniuje Eric Clapton (druga to I Wish It Would Rain Down).